# Kałużna (Basse-Silésie)
Pour les articles homonymes, voir Kałużna.
Kałużna est une localité polonaise de la gmina d'Olszyna, située dans le powiat de Lubań en voïvodie de Basse-Silésie.